# Francisco Javier Acero Pérez

Bischofswappen von Francisco Javier Acero Pérez

Francisco Javier Acero Pérez OAR (* 29. November 1973 in Valladolid) ist ein spanisch-mexikanischer römisch-katholischer Ordensgeistlicher und Weihbischof in Mexiko-Stadt.

## Leben
Francisco Javier Acero Pérez trat der Ordensgemeinschaft der Augustiner-Rekollekten bei und absolvierte seine Priesterausbildung in mehreren Instituten seiner Gemeinschaft. Er legte am 24. Oktober 1997 im Kloster Marcilla die ewige Profess ab und empfing am 31. Juli 1999 in Valladolid das Sakrament der Priesterweihe.
Nach der Priesterweihe wurde er von seinem Orden nach Mexiko entsandt, wo er die mexikanische Staatsbürgerschaft annahm. Nach weiteren Studien an der Universidad Continental erwarb er ein Lizenziat in Psychologie. Er war in der Pfarrseelsorge und der Krankenhausseelsorge in Mexiko-Stadt tätig. Innerhalb seiner Gemeinschaft war er in der Ausbildung des Ordensnachwuchses und der Berufungspastoral tätig. Außerdem gründete und leitete er das Spiritualitätszentrum der Augustiner-Rekollekten (Centro de Espiritualidad Agustiniana Recoleta). 2015 wurde er zum Provinzialvikar seines Ordens für die Vikarie Mexico-Costa Rica gewählt und 2018 für eine weitere Amtszeit bestätigt.
Am 15. September 2022 ernannte ihn Papst Franziskus zum Titularbischof von Sufasar und zum Weihbischof in Mexiko-Stadt. Der Erzbischof von Mexiko-Stadt, Carlos Kardinal Aguiar Retes, spendete ihm am 18. November desselben Jahres in der Basilika Unserer Lieben Frau von Guadalupe die Bischofsweihe. Mitkonsekratoren waren der Bischof von Veracruz, Carlos Briseño Arch OAR, und der Apostolische Nuntius in Mexiko, Erzbischof Joseph Spiteri.